# Luc Merenda
Luc Merenda (* 3. September 1943 in Nogent-le-Roi in Frankreich) ist ein französischer Schauspieler. Überwiegend wirkte er in italienischen Filmen mit, unter denen etliche Polizeifilme ihn bekanntmachten.

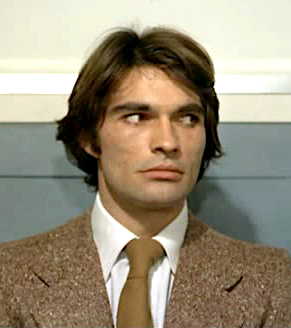
Luc Merenda Schauspieler (1974)

## Leben
Merendas Familie stammt aus Cadro in der Nähe von Lugano, siedelte jedoch nach Marokko aus. Im Alter von 13 Jahren zog Merenda nach Paris. Merenda war ein begeisterter Boxer und ging als 24-Jähriger nach New York. Er arbeitete erfolgreich als Fotomodel und begann eine Schauspielkarriere. Die brasilianisch-französische Koproduktion O Palácio dos Anjos, die beim Festival von Cannes gezeigt wurde, brachte den Durchbruch. Kurz darauf spielte er in der populären französischen Agentenfilmreihe OSS 117 mit. Merenda war nun im französischen Kino ein Star.
Sein Start im italienischen Filmgeschäft schaffte er mit dem Streifen von dem Regisseur Luigi Scattini. Es folgten Rollen in einigen Filmen von Sergio Martino. Merenda spielte nun häufiger den harten Polizisten in den Poliziottesco Filmen. Dabei waren seine Rollen stets positiv besetzt und nicht von Selbstjustiz geprägt wie die Darstellungen von Maurizio Merli. Kritisiert wurde häufig seine beschränkte Wandelbarkeit als Schauspieler. Mit dem Niedergang des italienischen Kinos ab dem Anfang der 1980er Jahre wurden auch seine Auftritte weniger.
Im Jahr 1972 heiratete er Rita Agostini, von der er sich nach einigen Jahren scheiden ließ. 1979 heiratete er die Journalistin Germana Monteverdi. Seit vielen Jahren betreibt Merenda einen Antiquitätenhandel in Paris.

## Filmografie
- 1970: O palácio dos Anjos
- 1970: OSS 117 prend des vacances
- 1971: Le Mans
- 1971: Mörder nach Vorschrift 0(Les assassins de l’ordre)
- 1971: Rivalen unter roter Sonne (Le Soleil rouge)
- 1972: D'amore si muore
- 1972: Dein Wille geschehe, Amigo (Così sia)
- 1973: Mamma mia è arrivato Così Sia
- 1973: Milano trema: la polizia vuole giustizia
- 1973: Die Nonne von Verona (Le monache di Sant'Arcangelo)
- 1973: La ragazza fuoristrada
- 1973: Die Säge des Teufels (I corpi presentano tracce di violenza carnale)
- 1974: Der Mann ohne Gedächtnis (L'uomo senza memoria)
- 1974: Il poliziotto è marcio
- 1975: Auge um Auge (La città sconvolta: caccia spietata ai rapitori)
- 1975: Hetzjagd ohne Gnade (La città gioca d'azzardo)
- 1975: Die Killermafia (La polizia accusa: il servizio segreto uccide)
- 1976: Cattivi pensieri
- 1976: Der Dreh mit dem Millionencoup (Gli amici di Nick Hezard)
- 1976: In den Klauen der Mafia (Il conto è chiuso)
- 1977: A Man Called Magnum (Napoli si ribella)
- 1977: Die Gangster-Akademie (La banda del trucido)
- 1977: Terror Streets (Italia: ultimo atto?)
- 1978: Il commissario Verrazzano
- 1978: Deckname Scorpion – er kennt keine Gnade… (Bersaglio altezza uomo)
- 1978: Pensione paura
- 1979: Die Aasgeier kommen (Duri a morire)
- 1980: Erste Klasse (Un amore in prima classe)
- 1980: Il ficcanaso
- 1980: Sodom 2000 (Action)
- 1981: Honigmund (Miele di donna)
- 1981: Teste di quoio
- 1982: Freddo da morire (Fernsehfilm)
- 1982: Patto con la morte (Fernseh-Miniserie)
- 1982: Pover'ammore
- 1983: Occhio nero, occhio biondo e occhio felino
- 1984: Diparitions (Fernsehserie, 6 Folgen)
- 1985: Cháteauvallon (Fernsehserie, 26 Folgen)
- 1986: Ich krieg' die Tür immer noch nicht zu (Super Fantozzi)
- 1987: Missione eroica - I pompieri 2
- 1988: Nonni und Manni (Fernsehserie, 6 Folgen)
- 1989: 'O re
- 1990: Die Madonna und der Drache (Tinikling ou 'La madonne et le dragon') (Fernsehfilm)
- 1992: Edera (Fernsehserie, 9 Folgen)
- 2007: Hostel 2 (Hostel 2)